# Bourse de Stockholm

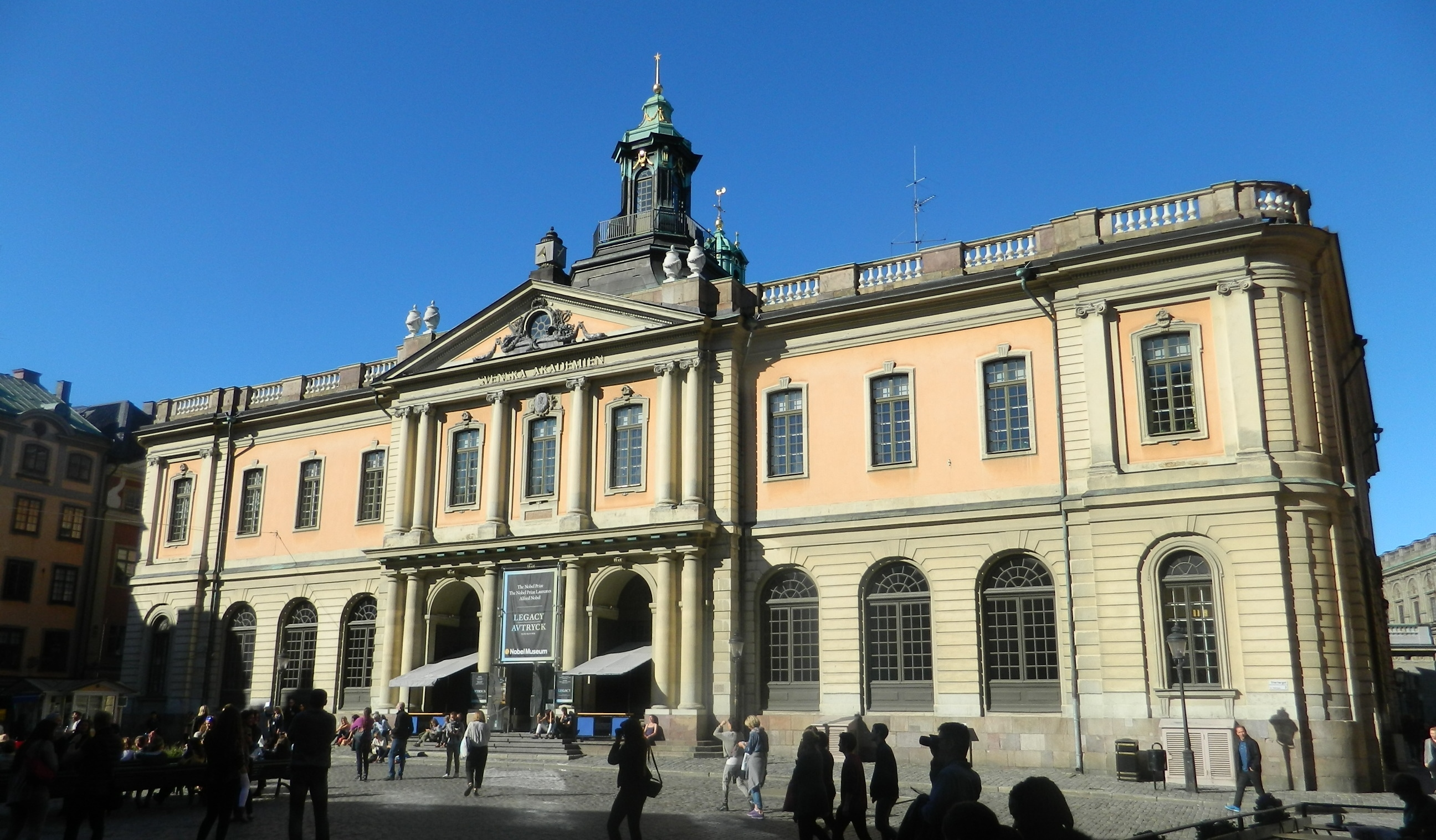

La Bourse de Stockholm (suédois : Stockholmsbörsen) est une bourse située à Stockholm, Suède. Fondée en 1863, c'est la bourse primaire pour les transactions sur les valeurs mobilières des pays nordiques.
Elle a été acquise par OMX en 1998. En 2003, ces opérations ont été fusionnées avec celles de la Bourse d'Helsinki. Avant l'introduction des transactions électroniques le 1er juin 1990, toutes les transactions s'effectuaient sur le plancher de Börshuset.